# 五顶山乡
五顶山乡，是中华人民共和国云南省楚雄彝族自治州南华县下辖的一个乡镇级行政单位。

## 行政区划
五顶山乡下辖以下地区：
新村、牛丛村、力苴村、柳德村、王家村和鼠街村。